# Họ Cú muỗi mỏ quặp
Họ Cú muỗi mỏ quặp (danh pháp khoa học: Podargidae) là một họ chim thuộc bộ Caprimulgiformes. Chúng có miệng khi há ra giống miệng ếch. Họ này gồm các loài chim săn mồi hoạt động về đêm. Chúng được tìm thấy ở Ấn Độ và trên khắp miền nam châu Á tới Úc.
Các loài chim trong họ ngụy trang bằng bộ lông của nó. Các loài trong họ này làm tổ trên nhánh cây và thường đẻ từ ba quả trứng màu trắng, chim mái ấp vào ban đêm và chim trống ấp ban ngày.
Ba loài thuộc chi Podargus là những con cú lớn giới hạn ở Úc và New Guinea, và có mỏ quặp dẹt lớn. nó có thể bắt con mồi lớn hơn như vật có xương sống nhỏ (ếch, chuột), đôi khi nó đập con mồi vào đá trước khi nuốt. Mười hai loài thuộc chi Batrachostomus được tìm thấy ở vùng châu Á nhiệt đới. Những loài này nhỏ hơn, mỏ của nó tròn hơn và chủ yếu là ăn côn trùng. 
Vào tháng 4 năm 2007, một loài mới được mô tả từ quần đảo Solomon và đặt trong chi Rigidipenna mới thiết lập.

## Phân loại
Các nghiên cứu lai ghép DNA-DNA gợi ý rằng 2 nhóm cú muỗi mỏ quặp có thể không có quan hệ họ hàng gần tới mức như người ta nghĩ trước đây, và các loài châu Á có thể tách ra thành họ riêng gọi là Batrachostomidae.
Mặc dù theo truyền thống thì cú muỗi mỏ quặp được xếp trong bộ Caprimulgiformes, nhưng một số nghiên cứu sau này nghi vấn về điều này, và chúng có thể đủ khác biệt để xếp trong bộ của chính chúng là Podargiformes, như Gregory Mathews đề xuất năm 1918.

## Các chi và loài
- Chi Podargus
  - Cú muỗi mỏ quặp cẩm thạch, Podargus ocellatus
  - Cú muỗi mỏ quặp Niu Ghi-nê, Podargus papuensis
  - Cú muỗi mỏ quặp hung, Podargus strigoides
- Chi Batrachostomus
  - Cú muỗi mỏ quặp lớn, Batrachostomus auritus
  - Cú muỗi mỏ quặp Dulit, Batrachostomus harterti
  - Cú muỗi mỏ quặp Philippine, Batrachostomus septimus
  - Cú muỗi mỏ quặp Gould, Batrachostomus stellatus
  - Cú muỗi mỏ quặp Sri Lanka, Batrachostomus moniliger
  - Cú muỗi mỏ quặp Hodgson, Batrachostomus hodgsoni
  - Cú muỗi mỏ quặp đuôi ngắn, Batrachostomus poliolophus
  - Cú muỗi mỏ quặp Borneo, Batrachostomus mixtus
  - Cú muỗi mỏ quặp Java, Batrachostomus javensis
  - Cú muỗi mỏ quặp Blyth, Batrachostomus affinis
  - Cú muỗi mỏ quặp Sunda, Batrachostomus cornutus
- Chi Rigidipenna
  - Cú muỗi mỏ quặp Solomons, Rigidipenna inexpectata

## Phát sinh chủng loài
Cây phát sinh chủng loài vẽ theo Prum R.O. et al. (2015). Các họ có liên quan theo truyền thống là Caprimulgidae, Nyctibiidae, Podargidae, Steatornithidae và Aegothelidae. Nếu cây phát sinh chủng loài này là phù hợp thì bộ Cú muỗi như định nghĩa truyền thống là cận ngành trong tương quan với bộ Apodiformes.

|  | Steatornithidae (chim dầu) |
|  |                            |
|  | Nyctibiidae (chim potoo)   |
|  |                            |

|  | \| \| Hemiprocnidae (yến mào) \| \| \| \| \| \| Apodidae (yến) \| \| \| \| |
|  |                                                                            |
|  | Trochilidae (chim ruồi)                                                    |
|  |                                                                            |
|  | Hemiprocnidae (yến mào)                                                    |
|  |                                                                            |
|  | Apodidae (yến)                                                             |
|  |                                                                            |

|  | Hemiprocnidae (yến mào) |
|  |                         |
|  | Apodidae (yến)          |
|  |                         |

|  | \| \| Hemiprocnidae (yến mào) \| \| \| \| \| \| Apodidae (yến) \| \| \| \| |
|  |                                                                            |
|  | Trochilidae (chim ruồi)                                                    |
|  |                                                                            |
|  | Hemiprocnidae (yến mào)                                                    |
|  |                                                                            |
|  | Apodidae (yến)                                                             |
|  |                                                                            |

|  | Hemiprocnidae (yến mào) |
|  |                         |
|  | Apodidae (yến)          |
|  |                         |

|  | \| \| Hemiprocnidae (yến mào) \| \| \| \| \| \| Apodidae (yến) \| \| \| \| |
|  |                                                                            |
|  | Trochilidae (chim ruồi)                                                    |
|  |                                                                            |
|  | Hemiprocnidae (yến mào)                                                    |
|  |                                                                            |
|  | Apodidae (yến)                                                             |
|  |                                                                            |

|  | Hemiprocnidae (yến mào) |
|  |                         |
|  | Apodidae (yến)          |
|  |                         |

|  | \| \| Hemiprocnidae (yến mào) \| \| \| \| \| \| Apodidae (yến) \| \| \| \| |
|  |                                                                            |
|  | Trochilidae (chim ruồi)                                                    |
|  |                                                                            |
|  | Hemiprocnidae (yến mào)                                                    |
|  |                                                                            |
|  | Apodidae (yến)                                                             |
|  |                                                                            |

|  | Hemiprocnidae (yến mào) |
|  |                         |
|  | Apodidae (yến)          |
|  |                         |

|  | Steatornithidae (chim dầu) |
|  |                            |
|  | Nyctibiidae (chim potoo)   |
|  |                            |

|  | \| \| Hemiprocnidae (yến mào) \| \| \| \| \| \| Apodidae (yến) \| \| \| \| |
|  |                                                                            |
|  | Trochilidae (chim ruồi)                                                    |
|  |                                                                            |
|  | Hemiprocnidae (yến mào)                                                    |
|  |                                                                            |
|  | Apodidae (yến)                                                             |
|  |                                                                            |

|  | Hemiprocnidae (yến mào) |
|  |                         |
|  | Apodidae (yến)          |
|  |                         |

|  | \| \| Hemiprocnidae (yến mào) \| \| \| \| \| \| Apodidae (yến) \| \| \| \| |
|  |                                                                            |
|  | Trochilidae (chim ruồi)                                                    |
|  |                                                                            |
|  | Hemiprocnidae (yến mào)                                                    |
|  |                                                                            |
|  | Apodidae (yến)                                                             |
|  |                                                                            |

|  | Hemiprocnidae (yến mào) |
|  |                         |
|  | Apodidae (yến)          |
|  |                         |

|  | \| \| Hemiprocnidae (yến mào) \| \| \| \| \| \| Apodidae (yến) \| \| \| \| |
|  |                                                                            |
|  | Trochilidae (chim ruồi)                                                    |
|  |                                                                            |
|  | Hemiprocnidae (yến mào)                                                    |
|  |                                                                            |
|  | Apodidae (yến)                                                             |
|  |                                                                            |

|  | Hemiprocnidae (yến mào) |
|  |                         |
|  | Apodidae (yến)          |
|  |                         |

|  | \| \| Hemiprocnidae (yến mào) \| \| \| \| \| \| Apodidae (yến) \| \| \| \| |
|  |                                                                            |
|  | Trochilidae (chim ruồi)                                                    |
|  |                                                                            |
|  | Hemiprocnidae (yến mào)                                                    |
|  |                                                                            |
|  | Apodidae (yến)                                                             |
|  |                                                                            |

|  | Hemiprocnidae (yến mào) |
|  |                         |
|  | Apodidae (yến)          |
|  |                         |

|  | Steatornithidae (chim dầu) |
|  |                            |
|  | Nyctibiidae (chim potoo)   |
|  |                            |

|  | \| \| Hemiprocnidae (yến mào) \| \| \| \| \| \| Apodidae (yến) \| \| \| \| |
|  |                                                                            |
|  | Trochilidae (chim ruồi)                                                    |
|  |                                                                            |
|  | Hemiprocnidae (yến mào)                                                    |
|  |                                                                            |
|  | Apodidae (yến)                                                             |
|  |                                                                            |

|  | Hemiprocnidae (yến mào) |
|  |                         |
|  | Apodidae (yến)          |
|  |                         |

|  | \| \| Hemiprocnidae (yến mào) \| \| \| \| \| \| Apodidae (yến) \| \| \| \| |
|  |                                                                            |
|  | Trochilidae (chim ruồi)                                                    |
|  |                                                                            |
|  | Hemiprocnidae (yến mào)                                                    |
|  |                                                                            |
|  | Apodidae (yến)                                                             |
|  |                                                                            |

|  | Hemiprocnidae (yến mào) |
|  |                         |
|  | Apodidae (yến)          |
|  |                         |

|  | \| \| Hemiprocnidae (yến mào) \| \| \| \| \| \| Apodidae (yến) \| \| \| \| |
|  |                                                                            |
|  | Trochilidae (chim ruồi)                                                    |
|  |                                                                            |
|  | Hemiprocnidae (yến mào)                                                    |
|  |                                                                            |
|  | Apodidae (yến)                                                             |
|  |                                                                            |

|  | Hemiprocnidae (yến mào) |
|  |                         |
|  | Apodidae (yến)          |
|  |                         |

|  | \| \| Hemiprocnidae (yến mào) \| \| \| \| \| \| Apodidae (yến) \| \| \| \| |
|  |                                                                            |
|  | Trochilidae (chim ruồi)                                                    |
|  |                                                                            |
|  | Hemiprocnidae (yến mào)                                                    |
|  |                                                                            |
|  | Apodidae (yến)                                                             |
|  |                                                                            |

|  | Hemiprocnidae (yến mào) |
|  |                         |
|  | Apodidae (yến)          |
|  |                         |

|  | Steatornithidae (chim dầu) |
|  |                            |
|  | Nyctibiidae (chim potoo)   |
|  |                            |

|  | \| \| Hemiprocnidae (yến mào) \| \| \| \| \| \| Apodidae (yến) \| \| \| \| |
|  |                                                                            |
|  | Trochilidae (chim ruồi)                                                    |
|  |                                                                            |
|  | Hemiprocnidae (yến mào)                                                    |
|  |                                                                            |
|  | Apodidae (yến)                                                             |
|  |                                                                            |

|  | Hemiprocnidae (yến mào) |
|  |                         |
|  | Apodidae (yến)          |
|  |                         |

|  | \| \| Hemiprocnidae (yến mào) \| \| \| \| \| \| Apodidae (yến) \| \| \| \| |
|  |                                                                            |
|  | Trochilidae (chim ruồi)                                                    |
|  |                                                                            |
|  | Hemiprocnidae (yến mào)                                                    |
|  |                                                                            |
|  | Apodidae (yến)                                                             |
|  |                                                                            |

|  | Hemiprocnidae (yến mào) |
|  |                         |
|  | Apodidae (yến)          |
|  |                         |

|  | \| \| Hemiprocnidae (yến mào) \| \| \| \| \| \| Apodidae (yến) \| \| \| \| |
|  |                                                                            |
|  | Trochilidae (chim ruồi)                                                    |
|  |                                                                            |
|  | Hemiprocnidae (yến mào)                                                    |
|  |                                                                            |
|  | Apodidae (yến)                                                             |
|  |                                                                            |

|  | Hemiprocnidae (yến mào) |
|  |                         |
|  | Apodidae (yến)          |
|  |                         |

|  | \| \| Hemiprocnidae (yến mào) \| \| \| \| \| \| Apodidae (yến) \| \| \| \| |
|  |                                                                            |
|  | Trochilidae (chim ruồi)                                                    |
|  |                                                                            |
|  | Hemiprocnidae (yến mào)                                                    |
|  |                                                                            |
|  | Apodidae (yến)                                                             |
|  |                                                                            |

|  | Hemiprocnidae (yến mào) |
|  |                         |
|  | Apodidae (yến)          |
|  |                         |